# Фанагория
Фанагория е град на Таманския полуостров в днешна Русия, съществувал с прекъсвания от VI век пр.н.е. до XV век. През Античността е важен търговски център и един от главните градове на Боспорското царство, наред с Пантикапей.

## История
Фанагория е основана около 543 пр.н.е. от гръцки колонисти от Теос, Мала Азия, преселили се заради войните с Персийската империя. Градът е наречен на един от своите основатели – Фанагор. През V век пр.н.е. Фанагория се разраства, забогатявайки от търговията със скитите. През IV век пр.н.е. е присъединен към Боспорското царство, като с времето значението на града нараства за сметка на първоначалната столица Пантикапей. Фанагория остава важен център до IV век, когато е разрушен от хуните.
В някои източници Фанагория се сочи като столица на държавата Стара Велика България между 632 и 665 г., като дори се твърди, че там умира нейният владетел Кубрат. Това предположение се основава на хрониката на Теофан Изповедник. Там градът се споменава при описанието на географската област, в която се намира Стара Велика България, като се отбелязва, че е населен с евреи. Хипотезата, че Фанагория е столица на Стара Велика България, не се подкрепя и от археологическите данни, според които през VII век градът има съвсем малко население, разположено в участък на самия морски бряг, днес под морското ниво.
От края на VII век Фанагория номинално е византийско владение, но на практика се управлява от Хазарския хаганат. След 704 г. в града прекарва известно време сваленият император Юстиниан II, женен за сестрата на кагана Бусир Главан. През X век градът е превзет, вероятно от печенегите или от Киевска Рус, след което не успява да се възстанови и е изместен от Тмутаракан. По-късно генуезците построяват крепостта Матрега върху развалините на Фанагория, като през XV век тя е центърът на владенията на фамилията Де Гизолфи. След това градът окончателно изчезва.

## Археологически изследвания
Местоположението на Фанагория е открито през XVIII век, когато там са намерени мраморни постаменти на статуи с посвещения на Афродита. Първите сведения за разкопаване са от 1822 г., когато група войници ограбват гробна могила, в която намират златни и сребърни предмети. Любителските изследвания продължават през следващите десетилетия, като в средата на века ежегодно са унищожавани по десетина могили. Професионалните разкопки са започнати през 1936 от Владимир Блаватски.

## Други
Остров Фанагория край остров Ливингстън, Южни Шетландски острови е наименуван в чест на град Фанагория.